# Бледноголовая брахигальба
Бледноголовая брахигальба (лат. Brachygalba goeringi) — вид птиц из семейства якамаровых. Подвидов не выделяют.

## Таксономия
Близкородственны с Brachygalba albogularis, Brachygalba lugubris и Brachygalba salmoni, сообщается о формировании ими комплекса видов.

## Распространение
Обитают на территории Колумбии и Венесуэлы.

## Описание
Длина тела 16.5-18 см. Вес 16-18 г. У самца макушка и верхняя часть спины пепельно-коричневые, остальная часть верхней стороны тела, хвост и крылья тёмно-коричневые с зеленоватым отливом, в стёртом оперении становятся синевато-черными; горло охристо-белое, нагрудник пепельно-коричневый, бока тёмно-коричневые, имеется каштановая полоса поперёк живота, остальная часть нижней стороны тела белая. Клюв тонкий, черный, радужные оболочки красновато-коричневые; ноги чёрные. Самка похожа на самца, возможно, с более широким каштановым пятном на брюшке. У неполовозрелых особей более короткий клюв, серая макушка и серовато-коричневый затылок, более белые горло, надбровь и боковые стороны головы, тёмные пятна имеются на щеках и кроющих уха, а верхняя часть тела более светлая, также в их окраске больше зелёного.

## Биология
Питаются преимущественно бабочками и стрекозами.